# Giampiero Boniperti
Giampiero Boniperti (Barengo, 4. srpnja 1928.) bivši je talijanski nogometaš koji je cijelu svoju karijeru proveo u samo jednom klubu, Juventusu.  Igrao je na poziciji napadača, a kasnije je bio predsjednik kluba za koje je vrijeme Juve bio u samom vrhu svjetskog nogometa, osvojivši sve što se moglo osvojiti. Također je bio i zastupnik u Europskom parlamentu.
Sa 182 pogotka u svim natjecanjima skoro 45 godina bio je najbolji strijelac Juventusa sve dok Alessandro Del Piero (koga je sam Boniperti doveo u klub za vrijeme svog mandata kao predsjednika) nije oborio njegov rekord 10. siječnja 2006.
Del Piero je oborio i Bonipertijev rekord po broju nastupa u Serie A (444) 14. veljače 2010. Boniperti je jedanaesti strijelac Serie A svih vremena, a Pelé ga je uvrstio u listu 125 najboljih živućih nogometaša u ožujku 2004.

## Klupska karijera
Boniperti je u Juventus stigao sa samo 11 godina, no tada je već bio veliki talent. Profesionalni ugovor s Juventusom potpisao je sa samo 16 godina, već si ranije izgradivši reputaciju rasnog strijelca kada je zabio čak 11 pogodaka u samo jednoj utakmici.
Tada mladić, za Juventus je debitirao protiv Milana 2. ožujka 1947., a nažalost po njega Milan je pobijedio 2:1. Prvi pogodak za Staru Damu postigao je tri mjeseca kasnije na utakmici protiv Sampdorije. Juventus je sezonu 1946./47. završio na drugome mjestu iza Torina, a Boniperti je postigao pet pogodaka u 6 nastupa.
Iako je započeo profesionalnu karijeru na mjestu srednjeg veznog, kao vrlo fleksibilan igrač kretao se vrlo često prema naprijed i prema krilu. Sljedeće je sezone sa samo 20 godina postao prvo ime Juventusa kada je postigao 27 pogodaka. Te je sezone bio i najbolji strijelac lige.
Prvi naslov prvaka osvojio je u sezoni 1949./50. Nastavio je zabijati te je sa samo 24 godine prešao brojku od 100 ligaških pogodaka, a drugi naslov prvaka došao je samo godinu kasnije. Veći dio 1950-ih godina Boniperti i Juve borili su se za povratak na vrh.
Klub izlazi iz krize 1957. godine kada u Torino dolaze dva velika pojačanja, John Charles i Omar Sivori, koji su s Bonipertijem činili 'Magični trio'. U sljedeće četiri godine Boniperti sa svojim suigračima osvaja tri naslova prvaka te dva kupa Italije. Od 1954. pa sve do kraja karijere Boniperti je bio kapetan svoje momčadi.

### Umirovljenje
Boniperti se od nogometne karijere umirovio kao najbolji strijelac Juventusa svih vremena sa 182 pogotka u svim službenim natjecanjima, a taj je rekord tek 40 godina kasnije oborio Alessandro Del Piero. Trenutno je Giampiero Boniperti drugi najbolji strijelac kluba te je na ljestvici igrača s najviše nastupa za Staru Damu na šestome mjestu.
Držao je Boniperti i rekord s najviše ligaških utakmica za Juventus i to s 444 utakmice. Taj je rekord također oborio Alessandro Del Piero, u veljači 2010. godine na utakmici protiv Genove.
Ubrzo nakon umirovljenja, Boniperti je dobio ponudu od obitelji Agnelli mjesto predsjednika kluba na kojemu se zadržao mnogo godina, a danas je počasni predsjednik kluba. Od 1994. do 1999. Boniperti je bio zastupnik u Europskom parlamentu.

## Reprezentativna karijera
Giampiero je dobio poziv za talijansku nogometnu reprezentaciju nakon samo 14 nastupa u Serie A. Bilo je to za utakmicu protiv Austrije u kojoj su Austrijanci ponizili svoje susjede rezultatom 5:1.
Osvetio se Austrijancima kada je u svibnju 1949. zabio svoj prvi reprezentativni pogodak u 3:1 pobijedi Azzurra. Iako Bonipertijeva reprezentativna karijera nije bila značajnija, uspio je zabilježiti 38 nastupa (24 puta je bio kapetan) te zabiti 8 pogodaka u modrome dresu. Za Italiju je Boniperti nastupao na svjetskim prvenstvima 1950. te 1954. godine.

## Privatni život
Giampiero je djed Filippa Bonipertija koji je krenuo djedovim stopama te je prošao sve mlađe uzraste Juventusa, čak i debitirao za prvu momčad.